# Langeraar

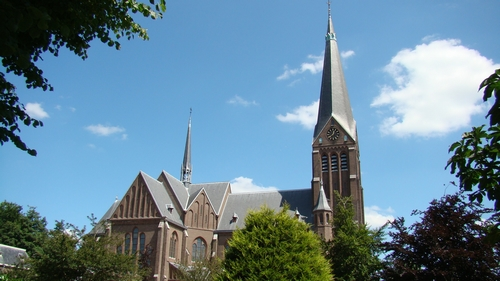
Heilige Adrianuskerk

Langeraar is een dorp in de gemeente Nieuwkoop, in de Nederlandse provincie Zuid-Holland. Het dorp heeft 2510 inwoners (2012).
Het dorp is gelegen in het noordwesten van de gemeente Nieuwkoop, ten zuiden van de Wassenaarsche Polder en aan de drie Langeraarsche Plassen.

## Geschiedenis
Langeraar was aanvankelijk gevestigd op de plaats waar nu het dorp Ter Aar ligt.
Dit eerste Langeraar werd in 1788 na een dijkdoorbraak verlaten en opnieuw opgebouwd nabij de Langeraarsche Plassen. Deze plassen zijn ontstaan door het uitgraven van veen om turf te winnen. Op de plek van het oude Langeraar kwam later toch weer een dorp, dat de naam Ter Aar kreeg.
In het dorp staat de  neogotische Heilige Adrianuskerk uit 1902, een grote en monumentale rooms-katholieke kerk die ook wel 'De Rijnlandse Kathedraal' wordt genoemd. Het imposante gebouw met een toren van 63 meter hoog is een rijksmonument. Hij staat aan de Langeraarseweg, de centrale weg door het lintdorp. In Langeraar staat sinds de zestiger jaren het verzorgingshuis voor ouderen De Aarhoeve. Rond het verzorgingshuis staan veel aanleunwoningen. In 2012 is begonnen met nieuwbouw voor de Aarhoeve.

## Sport en recreatie
Deze plaats is gelegen aan de Europese wandelroute E11, ter plaatse ook wel Marskramerpad geheten. Komende vanaf Woubrugge kruist de route Langeraar aan de zuidzijde van de Langeraarse Plassen en vervolgt de route richting Nieuwveen.
In Langeraar worden veel activiteiten georganiseerd. De laatste week van augustus is gereserveerd voor de Langeraarse Tentfeesten en de kermis. In het tweede weekend van september vindt de Langeraarse braderie plaats. Ook op het gebied van sport zijn de Langeraarse inwoners actief. Er is veel waterrecreatie: er zijn veel vissers en er worden zeil- en surfwedstrijden gehouden. Aan de noordkant van de Langeraarse Plas is op openbaar terrein de Surfclub gevestigd, waar leden en niet-leden hun surfplanken te water kunnen laten.
In een strenge winter wordt er een plassentocht georganiseerd, waarbij de deelnemers van deze toertocht ongeveer tien kilometer over de drie plassen schaatsen. Als het heel hard vriest is het tijd voor de 3-provinciëntocht: honderd kilometer schaatsen vanuit Langeraar via Leimuiden, de Westeinderplassen, Kudelstaart, Uithoorn, De Hoef, de Nieuwkoopse Plassen, Aarlanderveen, het Aarkanaal, via de Vijfgatenbrug, de Leidsche Vaart, Roelofarendsveen naar Ter Aar. Op diverse punten zijn er opstaplocaties.
Overige sport/recreatie(clubs) in Langeraar:
- Voetbalvereniging Altior
- Tennisclub TC
- Scouting Welverro
- Manege Vosseburch
- Muziekvereniging Arti et Religioni
- Carnavalsvereniging De Plasduikers
- Jongerencentrum De Schakel
- Parochiehuis Parola

## Geboren in Langeraar
- Petrus Henricus Akerboom (1910 - 1967), missionaris MSC
- Stefan de Groot, Nederlands radio-dj
- Jan W. van der Hoorn, winnaar van de Elfstedentocht in 1947